# Isabella Maya
Pour les articles homonymes, voir Maya.
Izabella Maya ou Isabella Maya, née en 1986 en Côte d'Ivoire, est une actrice, humoriste, productrice, réalisatrice, scénariste et professeure de théâtre et d’improvisation franco-ivoirienne, membre de l'ethnie gouro.
Elle est française d’origine ivoirienne  et a travaillé comme journaliste et chargée de relations publiques avant de se lancer dans l’univers de la culture.
Multidimensionnelle, elle se distingue pour ses actions dans d’autres domaines notamment l’animation, pose  de voix dans les films, la publicité, la mode, la photographie et les actions sociales à travers la défense droits de migrants et la lutte contre le sexisme des métiers, surtout de l’art.
Izabella Maya a donné plusieurs spectacles au Masa 2020 à Abidjan.

## Biographie
En 2007, elle intègre le cabinet de Maître Henri Braun à Paris, avocat à la cour en tant qu’assistante juridique. SCT Télecom la recrute comme responsable services clients et administration des ventes en 2008. Elle n’a pu terminer son stage pour valider son diplôme en droit.
C’est en 2012 qu’Izabella Maya entame sa carrière dans l’art dramatique,, elle s'inscrit aux cours Florent et la même année, elle prend des cours de diction.
Isabella Maya a également posé sa voix dans le film d’animation du Secours Populaire de France. Elle a aussi participé au tournage de plusieurs publicités pour électricité de France, la Croix rouge française ou encore Yves Saint Laurent
Izabella Maya se fait remarquer pour ses rôles dans des productions cinématographiques dont des téléfilms et séries telles que Fastlife ou Le magicien et les siamois de Jean-Pierre Mocky aux côtés de Thomas N'Gijol et Gérard Depardieu.
En mars 2020, elle tourne sur un film avec Catherine Deneuve dans son pays d’origine pour jouer au Marché des arts et du marché africain (Masa). Elle est réalisatrice de Go mécanique, un Mooc sur les femmes mécaniciennes à Abidjan.

### Actions sociales
Izabella est engagée avec des associations de défense des sans-papiers et sans-domicile. Son rêve est de contribuer à l’émergence d’une société plus juste, équitable et égalitaire.
Aussi, 12 octobre 2019 après un spectacle elle participe à une discussion avec les représentants de plusieurs projets associatifs et militants en lien avec la thématique de la défense des personnes sans-papiers dont Megane Lederrey (Fraternité – CSP), Jacques Depallens (Ensemble à gauche), Marluce Rosa (Association Franc-Parler), ainsi que d’autres personnes directement concernées.

## Filmographie

### Cinéma

#### Longs métrages
- 2016 : Il a déjà tes yeux de Lucien Jean-Baptiste
- 2018 : Qu'est-ce qu'on a encore fait au Bon Dieu ? de Philippe de Chauveron : la passagère du TGV avec le comédien vigneron
- 2019 : De son vivant d'Emmanuelle Bercot

#### Courts métrages
- 2012 : Confession d'une future mariée de Virginie Molina et Eric Paulle
- 2013 : Mariage pour tous de Joseph Muganga
- 2014 : Blacking out de Soraya Milla
- 2015 : Chronique d'une ville au crépuscule de Mariam Sannon
- 2015 : Banché de Linda Cajuste
- 2017 : Maman de Cédric Cayla

### Télévision
- 2013 : L'Esprit de famille de Frédéric Berthe
- 2013 : Noviwo : comme des rats de George Becot
- 2013 : 20 printemps à Paris de Philippe Eretzian
- 2013 : Une seconde jeunesse de Sébastien Milhou
- 2013 : Tourments de Charles Shirley
- 2014 : Le Magicien et les Siamois de Jean-Pierre Mocky
- 2016 : C'est la vie de Marguerite Abouet
- 2016 : Château rouge d'Erico Sery
- 2017 : C'est la vie de Marguerite Abouet
- 2020 : Astrid et Raphaëlle de Frédéric Berthe

## Théâtre
- 2013 : Tailleur pour dames de Feydeau – MSc. W. Malatrat
- 2013-2014 : De l'autre côté, vu d'en bas de et MSc. K. Steinback
- 2015 : Le dindon de Feydeau – MSc. D. Labman
- 2017 : Premières fois (One woman show)
- 2017 : Nés quelque part de Cécile Delalande
- 2018 : Origine non contrôlé (One woman show)

## Distinctions
En 2016, elle obtient le trophée de la Lionne d’or, prix de la meilleure artiste de la diaspora pour son rôle dans Tourment, un film de sensibilisation sur le sida avec plus de 16 millions de vue sur YouTube.